# Die Auferstehung der reitenden Leichen
Die Auferstehung der reitenden Leichen (La mansión de los muertos vivientes; deutsche Alternativtitel: Die Residenz der reitenden Leichen bzw. Mansion of the Living Dead) ist ein mit pornographischen Elementen angereicherter Sexploitationfilm des spanischen Regisseurs Jess Franco aus dem Jahr 1982. Franco, der unter diversen Pseudonymen für die Produktion verantwortlich war, besetzte die Hauptrolle mit seiner Lebensgefährtin Lina Romay, die in einer Vielzahl seiner Low-Budget-Filme mitspielte.

## Handlung
Eine kleine abgelegene Ortschaft auf der Kanarischen Insel Gran Canaria ist im 18. Jahrhundert Zentrum der Inquisition. Unter dem Vorsitz des sogenannten Inquisitors werden aufgegriffene Ketzer, Andersgläubige und Hexen im Eilverfahren hingerichtet, obgleich diese oftmals unschuldig sind. Eine dieser angeklagten Personen ist die Prinzessin Irina Desound, die zum Feuertod auf dem Scheiterhaufen verurteilt wird. Kurz vor ihrem Ableben verflucht die Todgeweihte ihre Peiniger, die Seelen der anwesenden Templer unterwerfen sich daraufhin Satan und stellen sich gezwungenermaßen in dessen Dienst. Der Fluch kann nur durch die reine, heilige Liebe aufgehoben werden. Die „schwarzen Söhne“ führen fortan den Willen des „Herren der Dunkelheit“ aus, töten und zerstückeln über Jahrzehnte alle Personen, derer sie habhaft werden können.

Die bösen Geister der untoten Tempelritter ermorden in der Gegenwart u. a. Urlaubsgäste einer nahegelegenen Hotelanlage. Aufgrund der mysteriösen Mordserie wird das von den Einheimischen gemiedene Strandhotel geschlossen.
Candy, Caty, Mabel und Lea, vier bisexuelle Kellnerinnen einer Oben-ohne-Bar aus München, erreichen vollkommen euphorisiert ihr spanisches Feriendomizil auf Gran Canaria. Die leicht bekleideten Schönheiten wundert sich zunächst über die fast menschenleere Hotelanlage – sie sind die einzigen Gäste des Strandhotels – sowie über den finsteren Hotelmanager Carlos, der ihnen mit einer kühlen Gleichgültigkeit ihre zwei Doppelzimmer zuweist. Die Laune der Erholungssuchenden bleibt zunächst ungetrübt, man vergnügt sich mit erotischen Spielereien jeglicher Art. Die Hoffnungen der Touristinnen auf einen erholsamen Badeurlaub mit interessanten Männerbekanntschaften werden allerdings schnell zerschlagen, als am nächsten Morgen Lea bei der Besichtigung eines angrenzenden Klosters spurlos verschwindet. Wenig später beginnt die blonde Mabel heimlich eine zarte Romanze mit dem liierten Carlos, der sie zu dem Kloster mit den kuttentragenden Untoten chauffiert, wo die Schönheit in einem „reinigendem Ritual“ mehrfach brutal misshandelt und gefoltert wird. Carlos und sein Gärtner sind gut konstituierte Templer, deren fortschreitender körperlicher Verfall nicht ersichtlich ist.
Candy und Caty ahnen nichts von derartigen Zuständen. Der Urlaub entwickelt sich für die beiden stets leicht bekleideten Frauen nach und nach zum Alptraum. Candy wird alsbald von seltsamen Stimmen aufgeschreckt. Sie schleicht durch das verlassene mehrstöckige Anwesen, bis sie in einer oberen Etage eine am Hals angekette nackte Frau namens Olivia entdeckt, die sich als sklavenähnliche Liebesdame Carlos’ entpuppt. Die debile in einer sonderbaren Hassliebe zu Carlos verstrickte Gefangene warnt Candy vor ihrem sadistischen Herren, den sie trotz allem abgöttisch liebt und verehrt. Olivia klärt die Besucherin über die hiesigen Umtriebe auf und rät ihr letztlich zur Flucht. Die verstörte Candy begegnet dem Hotelbesitzer und stellt ihn zur Rede. Der Mann gibt vor seine schizophrene Partnerin durch Ankettung vor sich selbst beschützen zu wollen. Carlos und Candy sind einander sofort sympathisch. Der bis zu diesem Zeitpunkt äußerst schweigsame Hotelier übt eine ungeahnte Faszination auf die Kellnerin aus. Er bricht daraufhin sein Schweigen und verliebt sich schließlich in die Urlauberin, die er für die reinkarnierte Prinzessin Irina hält, eine Wiedergängerin, die gekommen zu sein scheint, um seine Seele mit ihrer Liebe zu „retten“ und ihm somit die ewige Ruhe zu schenken.
In der Nähe eines alten Klosters der Tempelritter wird Candy unter Glockenläuten in einem brutalen Ritual, das Massenvergewaltigungen einschließt, zum heiligen Opfer der Gemeinschaft. Zuvor tötet Candy in einer Art Trance ihre Freundin Cathy, während Carlos sich der eifersüchtigen Olivia entledigt, um sein Urteilsvermögen in Bezug auf seine wahre Liebe nicht zu trüben. Am Ende des Films verbessert sich Carlos Zustand, er findet nach einem Kuss die ersehnte ewige Ruhe, während die übrigen Templer ein unklares Dasein fristen. Candy flüchtet mit unbekanntem Ziel aus der Gemeinschaft der Templer.

## Kritik
Ernsthafte Kritiker mieden den Film; Fans urteilen: „Für den Mainstream-Konsumenten dürfte dieses Werk absolut unbrauchbar sein, während Franco- und Sexploitation-Fans auf ihre Kosten kommen, denn mit wenig Aufwand schuf Franco einen netten und atmosphärischen, mit viel nackter Haut angereicherten, kleinen Horrorfilm.“, so wicked-vision.

## Bemerkungen
Der Film ist in mehreren unterschiedlichen Schnittfassungen erschienen und enthält je nach Version mehr oder weniger pornographische Inhalte. Die Außenaufnahmen fanden größtenteils in Gran Canaria statt. Am 18. November 1985 kam der Film in die spanischen Kinos.
Die Genreproduktion mit Horrorelementen hat entgegen dem irreführenden deutschen Verleihtitel nichts mit der Filmreihe Die Nacht der reitenden Leichen gemein.